# Корнуолл (аэропорт)
Аэропорт Ньюки-Корнуолл (англ. Cornwall Airport Newquay) (ИАТА: NQY, ИКАО: EGDG) — главный коммерческий аэропорт Корнуолла, Юго-Западная Англия, расположен в 7 км к северо-востоку от города Ньюки на северном побережье Корнуолла. На аэродроме также находится авиабаза королевских ВВС RAF St Mawgan, которая обслуживает взлётно-посадочную полосу и пожарную станцию. Аэропорт находится в непосредственной близи от таких объектов, как Проект Эден, Национальный морской музей Корнуолла и Галерея Тейт св. Ива.
Взлетно-посадочная полоса способна принимать самые крупные и самые быстрые гражданские и военные самолёты, так как изначально аэропорт строился как база стратегических бомбардировщиков ВВС США. С окончанием холодной войны и смены политических приоритетов США необходимость в такой авиабазе отпала, и к 2012 военные власти США должны будут выйти из проекта. Правительство Великобритании и Королевские ВВС не имеют необходимости и возможности содержать такую авиабазу самостоятельно, поэтому её инфраструктура передаётся гражданским властям, включая взлётно-посадочную полосу, способную принимать такие самолёты, как Airbus A380 и Boeing 747.

## Планы развития аэропорта
Последняя реконструкция терминала была завершена в 2006, его размер увеличился на 20 %. Пропускная способность аэропорта достигла 450 000 пассажиров в год. Аэропорт продолжает расти, это один из самых быстрорастущих региональных аэропортов Великобритании. В январе 2008 Совет Графства Корнуолл одобрил план относительно увеличения зала прибытия и зала вылета; новой торговой зоны; решение о зале бизнес-пассажиров, и новом пожарном депо ещё ожидается от Совета Графства. Расширение аэропорта критиковалось рядом экологических организаций. Их возражения базируются не только на экологических аргументах (в частности то, что большая часть рейсов короткой дальности, а эти маршруты могут обслуживаться по железной дороге), но также и социально-экономических вопросах, так как расширение аэропорта приведёт к увеличению спроса на недвижимость в Корнуолле, подняв уже раздутые цены на неё.
23 мая 2008 были открыты новый зал прибытия и багажное отделение; что даёт возможность принимать не только внутренние, но и международные рейсы, которые теперь могут обслуживаться одновременно.

## История
Лётное поле было первоначально открыто в 1933 как гражданский аэропорт, однако в начале Второй мировой войны оно было реквизировано и получило название RAF Trebelzue. В 1943 авиабаза была переименована в RAF St Mawgan после расширения. Авиабаза передавалась ВВС США, в связи с чем был сделан целый ряд усовершенствований, включая новый контрольно-диспетчерский пункт и увеличение взлётно-посадочной полосы. Передача авиабазы состоялась в 1947, и повторно открыт как база Берегового командования в 1951. С 1951 на авиабазе базировались следующие эскадрильи: 220 SQN (позднее переименованный в 201), 228 SQN (позднее переименованный в 206), 42 SQN, 7 SQN, 2625 SQN и 1 SQN — два последних были впоследствии расформированы, остальные — перебазированы или закрыты В 2005, RAF St Mawgan был одной из баз, где планировалось базирование Joint Combat Aircraft (JCA) в 2013, но в ноябре 2005 было объявлено Министром Вооруженных сил Адамом Инграмом, что эти самолёты будут базироваться в Шотландии. Обслуживание вертолетов (HMF) также прекратилось в конце 2006.

## Пассажирский сбор
В 2006 аэропорт ввёл пассажирский сбор 5 фт. ст. на развитие аэропорта, который подлежит оплате всеми выезжающими пассажирами через специальную машину (ATM). Это привело к закрытию единственного рейса Monarch Airlines (на Малагу) и сокращению количества рейсов Ryanair, (однако Ryanair объявила о увеличении частоты рейсов на Лондон-Санстед в 2008).

## Закрытие военной авиабазы
В августе 2008 планируется закрытие авиабазы RAF St. Mawgan. Пожарная и спасательные службы продолжат функционирование под управлением Министерства Обороны, но не командования авиабазы. Так как аэродром оборудован по категории Cat3a, все рейсы в аэропорт, которые могут выполняться в соответствии с Cat3a (737, и другие крупные самолёты) должны обеспечиваться пожарной службой и в сверхурочное время. Гражданское руководство аэропорта должно будет принять управление аэродромом у командования авиабазы.

## Космические запуски
В 2022 году получил лицензию на запуск космических аппаратов. 9 января 2023 года из аэропорта вылетел самолёт компании Virgin Orbit, который не смог произвести успешный запуск спутника.

## Авиакомпании
- Air Malta
- Air Southwest
- bmibaby
- British Airways
- Flybe
- Isles of Scilly Skybus
- Lufthansa
- Ryanair